# Togian-szigeti babirussza
A Togian-szigeti babirussza - más néven Malenge-szigeti babirussza - (Babyrousa togeanensis) az emlősök (Mammalia) osztályának párosujjú patások (Artiodactyla) rendjébe, ezen belül a disznófélék (Suidae) családjába és a Babyrousinae/Suinae alcsaládjába tartozó faj.

## Rendszertani besorolása
A Babyrousa togeanensist korábban a babirussza (Babyrousa babyrussa) alfajaként ismerték; de 2002-ben Colin Groves és Erik Meijaard faji szintre emelték ennek az állatnak a státuszát.

## Előfordulása
Ez a különleges megjelenésű disznófaj kizárólag az Indonéziához tartozó Togian-szigeteken őshonos.
A Természetvédelmi Világszövetség (IUCN) sebezhető fajként tartja számon ezt az állatot.

## Megjelenése
A szóban forgó babirusszadisznó a Babyrousa-fajok között a legnagyobb méretű; nagyobb a 100 kilogrammot is elérő Babyrousa celebensisnél. A farka végén pamacsszőrzet látható. A kan felső agyarai a többi fajéhoz képest rövidebbek, karcsúbbak és előre hajolnak; olykor összeérnek.

### Fordítás
- Ez a szócikk részben vagy egészben  a   Togian babirusa című angol Wikipédia-szócikk ezen változatának fordításán alapul.  Az eredeti cikk szerkesztőit annak laptörténete sorolja fel. Ez a jelzés csupán a megfogalmazás eredetét és a szerzői jogokat jelzi, nem szolgál a cikkben szereplő információk forrásmegjelöléseként.